# Ilie Matei (Ringer)

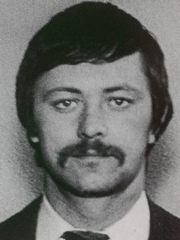
Ilie Matei

Ilie Matei (* 11. Juli 1960 in Râșca) ist ein ehemaliger rumänischer Ringer und Gewinner der Silbermedaille bei den Olympischen Spielen 1984 in Los Angeles im griechisch-römischen Stil im Halbschwergewicht.

## Werdegang
Ilie Matei wuchs in Suceava auf und begann dort als Jugendlicher mit dem Ringen. Er ist moldauischer Abstammung. Ilie Matei spezialisierte sich auf den griech.-röm. Stil und entwickelte sich mit der damals in den ehemaligen Ostblock-Staaten enormen staatlichen Unterstützung (Staatsamateur) bald zum besten Halbschwergewichtsringer Rumäniens und zu einem internationalen Spitzenringer. Sein Debüt auf der internationalen Ringermatte bei den Senioren gab er bei den Balkan-Spielen 1979 in Jambol. Er gewann dort vor solchen Spitzenringern wie Atanas Komtschew aus Bulgarien, Josef Tertelj aus Jugoslawien u. Seyfullah Sahingoez aus der Türkei.
Ab 1981 startete Ilie Matei dann auch regelmäßig bei den großen internationalen Meisterschaften im Seniorenbereich. Nach einem 7. Platz bei der Weltmeisterschaft im Jahre 1981 in Oslo verfehlte er im Jahre 1982 mit vierten Plätzen bei der Europameisterschaft in Warna und bei der Weltmeisterschaft in Kattowitz beide Male nur ganz knapp die Medaillenränge. Er scheiterte in jenen Jahren meist an den damals die Ringerszene im Halbschwergewicht beherrschenden Igor Kanygin aus der UdSSR, Frank Andersson aus Schweden sowie Atanas Komtschew, der sich enorm entwickelt hatte.
Bei der Europameisterschaft 1983 in Budapest gewann Ilie Matei dann mit einem 3. Platz hinter Kanygin u. Komtschew seine erste Bronzemedaille bei einer internationalen Meisterschaft, der bei der Weltmeisterschaft des gleichen Jahres in Kiew ein 5. Platz folgte.
Im Jahre 1984 begann Ilie Matei mit einem 5. Platz bei der Europameisterschaft in Jönköping im Halbschwergewicht. Bei den Olympischen Spielen dieses Jahres in Los Angeles nützte er dann die Gunst der Stunde und gewann hinter dem US-Amerikaner Steve Fraser die Silbermedaille. Bei einem äußerst knappen Kampfverlauf verlor er dabei gegen Fraser bei einem Punktestand von 1:1 nur durch einen umstrittenen Kampfrichterentscheid.
Im Jahre 1985 bestätigte Ilie Matei die Silbermedaille von Los Angeles durch einen hervorragenden zweiten Platz bei der Europameisterschaft in Leipzig. Er verlor dabei im Finale gegen Igor Kanygin. Bei der Weltmeisterschaft 1985 in Kolbotn/Norwegen landete er auf den 4. Platz.
1986 gewann Ilie Matei bei der Europameisterschaft in Athen noch einmal eine Medaille und erreichte auch im Jahre 1987 noch einmal gute Platzierungen sowohl bei der Weltmeisterschaft in Clermont-Ferrand als auch bei der Europameisterschaft in Tampere.
Am Ende des Ringerjahres 1987 trat Ilie Matei vom internationalen Ringergeschehen zurück. Er hatte eine beeindruckende Karriere hinter sich und sich immer im Vorderfeld der Meisterschaften platziert, an denen er teilnahm. Ilie Matei studierte am Institut für Sport und Körpererziehung der Universität Suceava und arbeitete danach als Sportlehrer.

## Internationale Erfolge
(OS = Olympische Spiele, WM = Weltmeisterschaft, EM = Europameisterschaft, GR = griech.-röm. Stil, Hs = Halbschwergewicht, S = Schwergewicht, damals bis 90 kg bzw. 100 kg Körpergewicht)
- 1978, 2. Platz, Junioren-Turnier in Havlikov Brod, GR, bis 81 kg Körpergewicht, hinter Kiril Todorow, Bulgarien u. vor Lewin, UdSSR;
- 1979, 1. Platz, Balkanspiele in Jambol, GR, Hs, vor Atanas Komtschew, Bulgarien, Josef Tertelj, Jugoslawien u. Seyfullah Sahingoez, Türkei;
- 1980, 1. Platz, Balken-Meisterschaft in Istanbul, GR, Hs, vor Marian Dadakow, Bulgarien, Csaba Majoros, Jugoslawien u. Seyfullah Sahingoez;
- 1980, 5. Platz, Junioren-EM in Bursa, GR, Hs, hinter Christer Gulldén, Schweden, Nikolai Sibitnew, UdSSR, Lajos Herczeg, Ungarn u. Zbigniew Lobeyko, Polen u. vor Josef Tertelj;
- 1981, 1. Platz, Universiade in Bukarest, GR, Hs, vor Thomas Horschel, DDR u. Alexander Dubrowski, UdSSR;
- 1981, 7. Platz, WM in Oslo, GR, Hs, mit einem Sieg über Georgios Pikilidis, Griechenland u. Niederlagen gegen Bogusław Dąbrowski, Polen u. Frank Andersson, Schweden;
- 1982, 4. Platz, EM in Warna, GR, Hs, hinter Igor Kanygin, UdSSR, Frank Andersson u. Atanas Komtschew u. vor Georgios Pozidis, Griechenland u. Karolj Kopas, Jugoslawien;
- 1982, 4. Platz, WM in Kattowitz, GR, Hs, hinter Frank Andersson, Atanas Komtschew, u. Igor Kanygin u. vor Jindrich Durcak, CSSR u. Bogusław Dąbrowski;
- 1983, 1. Platz, Großer Preis der Bundesrepublik Deutschland in Aschaffenburg, GR, Hs, vor Ion Draica, Rumänien, Angel Bontschew, Bulgarien u. Momir Petković, Jugoslawien;
- 1983, 3. Platz, EM in Budapest, GR, Hs, hinter Igor Kanygin u. Atanas Komtschew u. vor Norbert Növényi, Ungarn, Uwe Neupert, DDR u. Bernhard Ban, Jugoslawien;
- 1983, 5. Platz, WM in Kiew, GR, Hs, hinter Igor Kanygin, Atanas Komtschew, Nobert Növenyi u. Georgios Pozidis u. vor Jindrich Durcak;
- 1984, 3. Platz, Großer Preis der BRD in Freiburg im Breisgau, GR, Hs, hinter Igor Kanygin u. Uwe Sachs, BRD u. vor Franz Marx, Österreich u. Dusan Masar, CSSR;
- 1984, 5. Platz, EM in Jönköping, GR, Hs, hinter Atanas Komtschew, Igor Kanygin, Georgios Pozidis u. Toni Hannula, Finnland u. vor Csaba Majoros, Jugoslawien;
- 1984, 2. Platz, „Werner-Seelenbinder“-Turnier in Leipzig, GR, S, hinter Thomas Horschel u. vor Jörg Kotte, DDR, Laborde, Kuba u. Salopuro, Finnland;
- 1984, Silbermedaille, OS in Los Angeles, GR, Hs, mit Siegen über Hase, Japan, Ibrahim, Ägypten, Jean-Francois Court, Frankreich u. Uwe Sachs u. einer Niederlage gegen Steve Fraser, USA;
- 1985, 1. Platz, Turnier in Bukarest, GR, Hs, vor Hawas Mulajew, UdSSR u. Toni Hannula;
- 1985, 2. Platz, EM in Leipzig, GR, Hs, hinter Igor Kanygin u. vor Toni Hannula, Andrzej Malina, Polen, Franz Pitschmann, Österreich u. Lajos Herczeg;
- 1985, 4. Platz, WM in Kolbotn/Norwegen, GR, Hs, hinter Michael Houck, USA, Igor Kanygin u. Atanas Komtschew u. vor Bogdan Merkiel, Polen u. Frank Andersson;
- 1986, 1. Platz, Großer Preis der BRD in Freiburg im Breisgau, GR, Hs, vor Andrzej Malina, Franz Pitschmann, Bernhard Ban u. Franz Marx;
- 1986, 3. Platz, EM in Athen, GR, Hs, hinter Atanas Komtschew u. Franz Pitschmann u. vor Hawas Mulajew, Georgios Pikilidis u. Lajos Szegervari, Ungarn;
- 1987, 6. Platz, EM in Tampere, GR, Hs, hinter Wladimir Popow, UdSSR, Atanas Komtschew, Harri Koskela, Finnland, Olaf Koschnitzke, DDR u. Jean-Francois Court;
- 1987, 5. Platz, WM in Clermont-Ferrand, GR, Hs, hinter Wladimir Popow, Sándor Major, Ungarn, Atanas Komtschew u. Harri Koskela u. vor Yasutoshi Moriyama, Japan;
- 1987, 4. Platz, FILA-Grand-Prix-Turnier in Budapest, GR, Hs, hinter Wladimir Popow, Atanas Komtschew u. Guillermo Cruz, Kuba u. vor Harri Koskela u. Sandor Major